# Basílica de Nuestra Señora de la Cabeza
La Basílica y Real Santuario de la Santísima Virgen de la Cabeza es un santuario ubicado en pleno parque natural de la Sierra de Andújar, en el paraje conocido coloquialmente como cerro del Cabezo, a 32 km al norte de la ciudad de Andújar (Jaén). Se trata del lugar en el cual se venera la imagen de la Virgen de la Cabeza, patrona de Andújar, por bula del papa Pío X el 18 de marzo de 1909, y de la Diócesis de Jaén, por bula del papa Juan XXIII el 27 de noviembre de 1959.
El 25 de octubre de 2008, el papa Benedicto XVI concedió al Santuario Indulgencias Plenarias, lo que fue el paso previo para el nombramiento de este como basílica menor, nombramiento que fue decretado por la Congregación para el Culto Divino y la Disciplina de los Sacramentos, presidida por el cardenal prefecto Antonio Cañizares Llovera, el 21 de abril de 2010, siendo leído este decreto por el obispo Ramón del Hoyo López en la misa romera del 25 de abril. El 3 de julio de 2011 fue consagrado el nuevo altar de la basílica.

## Historia

### Origen
La tradición cuenta que la noche del 11 al 12 de agosto de 1227, un pastorcillo originario de Colomera, Juan Alonso de Rivas, encontró la imagen de una Virgen cuando andaba buscando una vaca cerca de Andújar. En el texto más antiguo conocido, que habla sobre el Pastor de Colomera, fechado en 1633, se puede leer sobre el hallazgo:

dentro de la concavidad y hueco de una peña vio tanta luz, claridad y resplandor que le causó (al pastor de Colomera) gran admiración, maravilla y confusión. Despavorido y absorto con tan grande novedad, con pasos lentos, se acercó a la peana en cuyo centro había visto aquel portento, y visto la divina imagen de Ntra. Sra., la cual le habló diciéndole: Ve a la ciudad y darás aviso cómo me has visto, y que me edifiquen una casa e iglesia en esta sierra. 

El pastor, lleno su alma de alegría con tan singular merced, dijo: Señora no me creerán (era el pastor manco de un brazo). Respondiole la Soberana Virgen diciendo: Tiende ese brazo y abre esa mano. Hízolo así, como la Reina de los Ángeles se lo mandó y quedó sano.

El vaquero marchó a Andújar y contó el hallazgo y el milagro, presentando como testigo su brazo y mano ya sanas. 

### El Santuario
El Santuario se construyó finalmente entre 1287 y 1304 en el cerro de La Cabeza, y fue reformado a finales del siglo XVI. Desde 1930 atienden el culto en el Santuario y mantienen durante todo el año la devoción a la Santísima Virgen María los trinitarios, que acompañan también a la imagen de la Virgen durante la procesión por las calzadas en la romería del mes de abril. Es tradición que dos religiosos de esta orden, subidos en las andas, junto a la imagen venerada de la Virgen de la Cabeza, acerquen a la misma objetos y niños para que reciban su bendición y protección.
El nombre de la Virgen “De la Cabeza”, tiene su origen en el topónimo del Cerro donde se encontró la estatuilla de la Virgen, conocido en Andújar como del Cabezo o de la Cabeza, por ser este el cerro más alto de Sierra Morena. Además, en la cima había una peña grande que tenía forma de cabeza.

### Romería
No se conoce el inicio de la romería, posiblemente sería en el reinado de los Reyes Católicos (siglo XV). Hasta principio del siglo XVI, año 1505, no conocemos que la fiesta fuera el último fin de semana de abril. Es una de las romerías más antiguas de España.

### La Guerra Civil
Durante la Guerra civil española fue el refugio de unos doscientos guardias civiles de la provincia de Jaén,bajo el mando del capitán Santiago Cortés González, que se adhirieron al levantamiento militar en España de julio de 1936, de sus familias y de numerosos civiles que quedaron atrapados en su interior. Resistieron durante nueve meses al asedio contra un contingente muy superior de soldados del Gobierno de la República. Durante estos meses algunas personas salieron del santuario y se entregaron a los atacantes del bando republicano, hasta que finalmente el 1 de mayo de 1937, con el Santuario reducido a escombros, cae herido de muerte el capitán Santiago Cortés González. Finalmente el Santuario es tomado por el bando republicano.
El resultado final de los bombardeos sobre el Santuario fue su reducción a escombros, la pérdida de su riqueza artística y de la imagen primitiva de la Virgen de la Cabeza. Como principales causas de su destrucción cabe destacar los incesantes bombardeos del lado republicano debido a la resistencia de los refugiados y la importancia y repercusión que la prensa de ambos bandos daba al desarrollo del asedio. Los altos mandos de la República dieron gran significación a su conquista y posterior desalojo, más como un símbolo que como una victoria estratégica relevante para la guerra.
Los hechos se llevaron al cine en 1949 con El santuario no se rinde, una de las películas que se produjeron para honra y gloria del bando Nacional.

## Patrimonio artístico

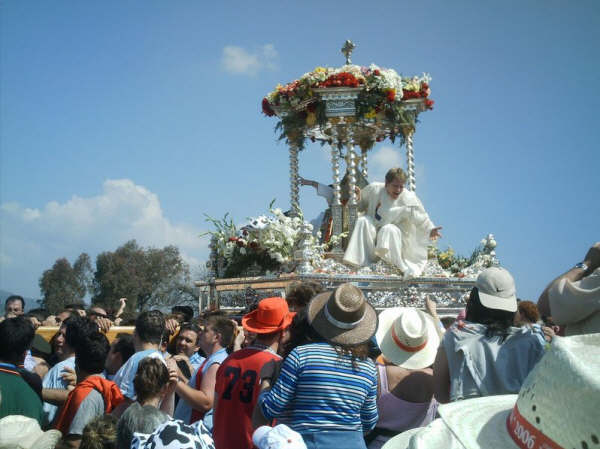
Descenso de la Virgen por la calzada.

En el Santuario se conserva la imagen del Sagrado Corazón esculpida por Mariano Benlliure en 1943. En 1939, el general Queipo de Llano solicitó al escultor valenciano una imagen para reponer las destruidas en los bombardeos. Benlliure le ofreció la producción que tenía en su taller, eligiendo el militar un boceto de escayola del que el escultor sacaría otras copias para Madrid y Alicante.
Del mismo autor es la imagen de Cristo agonizante, encargada por la Obra Pro-Imágenes en los Frentes de Combate. Se encuentra clavado a una cruz plana en cuya cruceta se dispone el nimbo de santidad. Recibe culto en una hornacina del lado izquierdo del templo.